# Gilbert Hyatt (inventeur)
Pour les articles homonymes, voir Gilbert Hyatt.
 (mars 2016).
Gilbert Hyatt, né en 1938 en Californie, est un ingénieur américain.
Il dépose en 1970 un brevet pour un prototype de microprocesseur qu'il avait conçu en 1968 à partir d'un circuit intégré. Son brevet avait été déposé à peu près au moment où Intel et Texas Instruments mettaient sur le marché un microprocesseur similaire. Son brevet fut validé en 1990.

## Biographie

### Ses études
Hyatt était jusqu'en 1990 pratiquement inconnu dans l'industrie. En 1955, Hyatt est diplômé du Lycée de Long Beach. Il étudie à l'Université de Long Beach pendant deux années puis obtient un diplôme de Bachelor of science in Electrical Engineering à l'Université de Californie - Berkeley. En 1963, après avoir travaillé dans l'industrie pendant quelques années, Hyatt est employé chez Hughes Aircraft et bénéficie d'une formation universitaire à temps partiel. Il a obtenu un Master of science in Electrical Engineering en 1965 et plus tard rejoint Teledyne en tant que scientifique de recherches.

### Un inventeur-entrepreneur
En 1968, selon Hyatt, il a construit la première carte un nouveau type de petit ordinateur chez lui. « Je déposais le micro-ordinateur ainsi nommé, parce que c'était un ordinateur plus petit et plus efficace que le mini-ordinateur. »
Hyatt a formé une compagnie appelée Micro Computer Co. et a construit son premier ordinateur fonctionnant plus tard dans l'année. Il a obtenu le financement de capitaux à risques de plusieurs sources, y compris Robert Noyce et Gordon E. Moore, tous deux devaient jouer des rôles importants dans la création du microprocesseur. « Nous avions apporté dedans - ou je devrais dire, le responsable du financement a fait venir dedans - le Dr. Noyce et le Dr. Moore, les fondateurs d'Intel » dit Hyatt. « Essentiellement, nous avons eu besoin de l'accès à des possibilités de fabrication afin de mettre mon ordinateur sur un chip ».

### Une reconnaissance officielle difficile
En 1990, on apprenait que la paternité du concept de micro-processeur jusque-là revendiquée depuis 1971, et 1973 pour le brevet, par Intel et Marcian Ted Hoff, était mal-fondée. En effet Gilbert Hyatt avait le 28 décembre 1970 déposé un brevet plus étendu sur ce concept et avait poursuivi, en toute discrétion pour éviter les pressions, la validation de ce brevet pendant les 20 années qui suivirent. 
Cette reconnaissance d'antériorité autorisait Hyatt à potentiellement percevoir des royalties (droits d'auteur) sur tous les micro-processeurs fabriqués de par le monde. 
Cependant, en septembre 1995, l'office américain des brevets annulait le brevet de Hyatt et reconnaissait l'antériorité de Gary Boone, de Texas Instruments dans l'invention du microprocesseur, sur base du fait que le microprocesseur décrit dans le demande de brevet n'avait pas été réalisé et n'aurait d'ailleurs pas pu l'être avec la technologie disponible au moment de l'invention.
Il semble que Gilbert Hyatt n'aie pas abandonné et espère encore faire revoir cette décision.